# Johnny Cash Sings Hank Williams
Sings Hank Williams é o sétimo álbum de estúdio do cantor Johnny Cash, lançado a 15 setembro de 1960.

## Faixas
Todas as faixas por Johnny Cash, exceto onde anotado.
1. "I Can't Help It" (Hank Williams) – 1:45
2. "You Win Again" (Williams) – 2:18
3. "Hey, Good Lookin'" (Williams) – 1:41
4. "I Could Never Be Ashamed of You" (Williams) – 2:14
5. "Next in Line" – 2:48
6. "Straight A's in Love" – 2:15
7. "Folsom Prison Blues" – 2:49
8. "Give My Love to Rose" – 2:45
9. "I Walk the Line" – 2:46
10. "I Love You Because" (Leon Payne) – 2:26
11. "Come In Stranger" – 1:42
12. "Mean Eyed Cat" – 2:30